# اپر ارلینگتون (اوهایو)
اپر ارلینگتون(به انگلیسی: Upper Arlington) شهری در ایالت اوهایو کشور ایالات متحده آمریکا است که جمعیت آن در سرشماری سال ۲۰۱۰ میلادی، ۳۳٬۷۷۱ نفر بوده‌است.

## نگارخانه

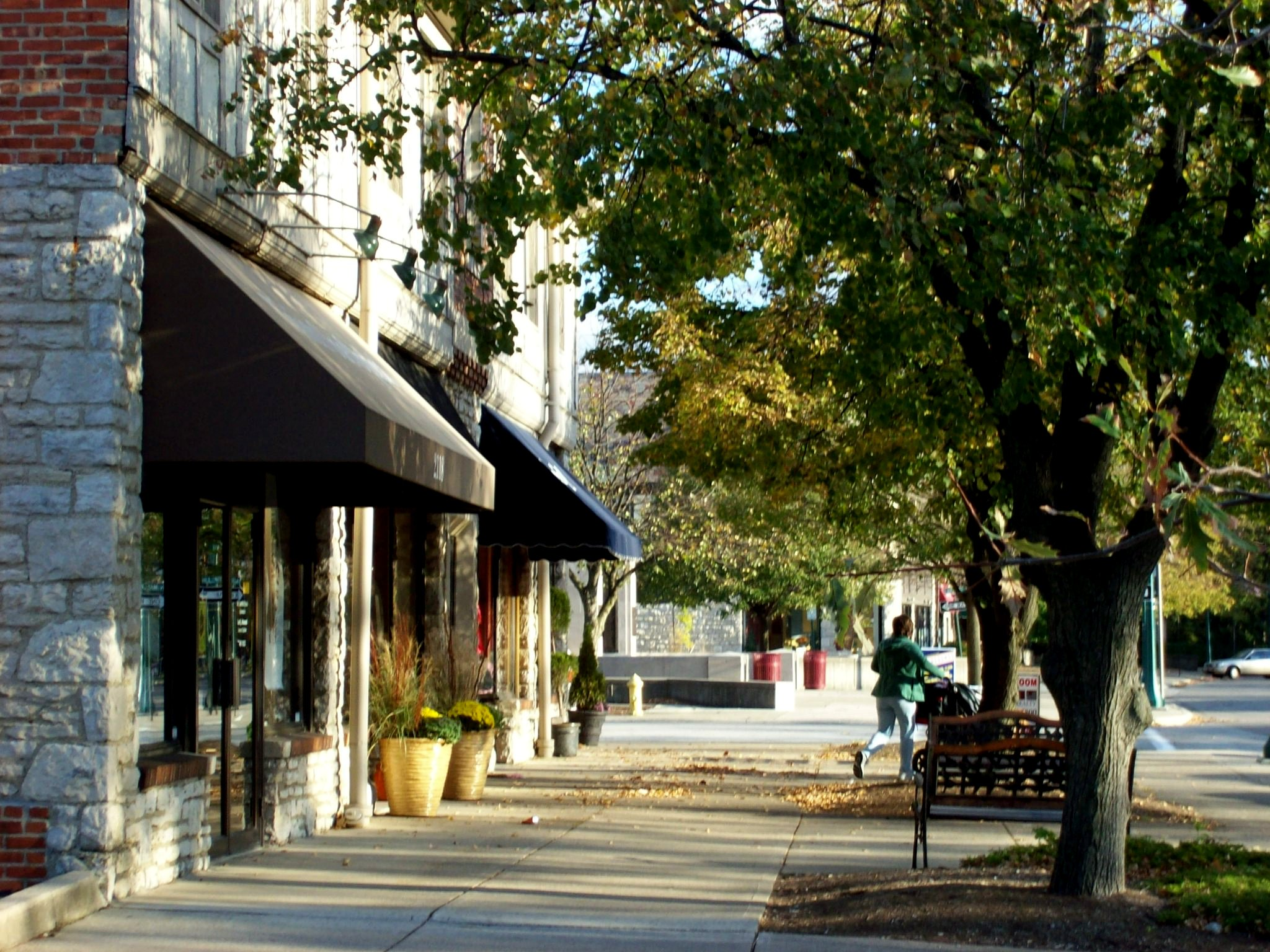